# Contea di Pierce (Wisconsin)
La contea di Pierce (in inglese, Pierce County) è una contea dello Stato del Wisconsin, negli Stati Uniti. La popolazione al censimento del 2000 era di 36 804 abitanti. Il capoluogo di contea è Ellsworth.